# Columelliaceae
Famille
Classification APG III (2009)
La petite famille des Columelliacées est constituée de plantes dicotylédones ; elle comprend quelques espèces du genre Columellia.
Ce sont des arbres ou des arbustes à feuilles persistantes, au goût amer, originaires des régions andines tropicales d'Amérique du Sud.

## Étymologie
Le nom vient du genre type Columellia, qui honore Lucius Junius Moderatus Columella dit Columelle (4 – 70 apr. J.-C.) écrivain, poète et agronome romain. Ses écrits furent  réunis dans un recueil titré De re rustica (Venise, 1472), importante compilation de textes laissés par les auteurs latins de l'antiquité sur l'agriculture et la vie à la campagne.

## Classification
La classification phylogénétique les apparente aux Desfontainiacées et situe leur divergence au niveau du clade des Campanulidées (Euasterids II).
D'après la classification phylogénétique APG II (2003) l'inclusion de Desfontainia spinosa dans cette famille est optionnelle : cette espèce peut aussi faire partie de la famille des Desfontainiaceae.
La classification phylogénétique APG III (2009) place cette famille sous l'ordre des Bruniales et y inclut les genres précédemment situés dans les Desfontainiaceae (famille de fait invalidée), le genre Desfontainia pour être précis.

## Liste des genres
Selon NCBI (12 Jul 2010) et Angiosperm Phylogeny Website (12 Jul 2010) (plus conforme à APGIII puisqu'il incorpore le genre Desfontainia anciennement dans les Desfontainiaceae) :
- Columellia (en) Ruíz & Pavón
- Desfontainia Ruíz & Pavón (anciennement dans Desfontainiaceae)

Selon World Checklist of Selected Plant Families (WCSP) (12 Jul 2010) et DELTA Angio (12 Jul 2010) :
- genre Columellia Ruiz & Pav., Fl. Peruv. Prodr.: 3, t. 1 (1794)

## Liste des espèces
Selon World Checklist of Selected Plant Families (WCSP) (12 Jul 2010) :
- genre Columellia Ruiz & Pav., Fl. Peruv. Prodr.: 3, t. 1 (1794)
  - Columellia lucida Danguy & Cherm. (1922)
  - Columellia oblonga Ruiz & Pav. (1798)
  - Columellia obovata Ruiz & Pav. (1798)
  - Columellia subsessilis Schltr. (1920)
  - Columellia weberbaueri Schltr. (1920)

Selon NCBI (12 Jul 2010) :
- genre Columellia
  - Columellia oblonga
- genre Desfontainia
  - Desfontainia spinosa